# Champlay
Champlay település Franciaországban, Yonne megyében. Lakosainak száma 757 fő (2022. január 1.). Champlay Joigny, Épineau-les-Voves, Laroche-Saint-Cydroine, Paroy-sur-Tholon, Senan, Valravillon és Montholon községekkel határos.

## Népesség
A település népességének változása:
| Lakosok száma | 722  | 724  | 730  | 721  | 722  | 723  | 725  | 730  | 757  |
|               | 2013 | 2015 | 2016 | 2017 | 2018 | 2019 | 2020 | 2021 | 2022 |